# Туличево (Брянская область)
Туличево — деревня в Комаричском районе Брянской области России. Входит в состав Лопандинского сельского поселения.

## География
Деревня находится в юго-восточной части Брянской области, в зоне хвойно-широколиственных лесов, на левом берегу реки Неруссы, на расстоянии примерно 9 километров (по прямой) к северо-западу от посёлка городского типа Комаричи, административного центра района. Абсолютная высота — 167 метров над уровнем моря.
Климат
Климат характеризуется как умеренно континентальный, с умеренно холодной зимой и тёплым летом. Среднегодовая многолетняя температура воздуха составляет 4,7 — 6,3 °С. Средняя температура воздуха самого тёплого месяца (июля) — 18,4 °C (абсолютный максимум — 35,8 °C); самого холодного (января) — −8,5 °C (абсолютный минимум — −38,5 °C). Вегетационный период (со среднесуточной температурой воздуха выше 5 °C) длится в среднем 180—190 дней. Среднегодовое количество атмосферных осадков составляет 670 мм, из которых большая часть выпадает в тёплый период. Снежный покров держится в течение 125 дней.
Часовой пояс
Деревня Туличево, как и вся Брянская область, находится в часовой зоне МСК (московское время). Смещение применяемого времени относительно UTC составляет +3:00.

## История

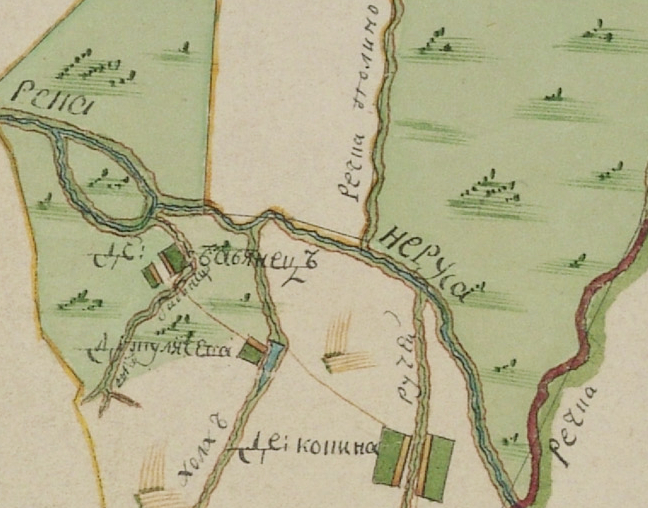
Бабинец, Туличево и Кокино на карте 1780-х годов

Наиболее раннее упоминание деревни Туличево содержится в письме стародубского городничего Фомы Малахова к севским воеводам 1648 года, в котором значатся воры из деревень Туличево и Кокино.
Туличево было частью прихода Успенского храма села Радогощь.
По данным 10-й ревизии 1858 года деревня принадлежала князю В. Д. Голицыну. В то время здесь проживал 81 крестьянин мужского пола. 
В 1866 году в бывшей владельческой деревне Туличево было 28 дворов, проживало 165 человек (81 мужчина и 85 женщин).
В 1861—1924 годах деревня входила в состав Радогощской волости Севского уезда. 
В 1897 году было открыто железнодорожное движение на линии Брянск — Льгов, расположенной в 3 км к западу от Туличева. В связи с этим население деревни в начале XX века резко выросло.
В 1910 году в деревне был 71 двор, проживало 490 человек (251 мужчина и 239 женщин). В то время в деревне были распространены фамилии Бакаевы (8 дворов), Бугаевы (6 дворов), Волковы (4 двора), Говоровы (9 дворов), Ерохины (4 двора), Кузины (9 дворов), Петрушины (3 двора), Сенины (2 двора), Чугуновы (6 дворов), Якины (20 дворов).
В 1924—1929 годах в составе Комаричской волости Севского уезда. 
С 1929 года в составе Комаричского района.
В начале 1920-х годов недолгое время существовал Туличевский сельсовет. В 1926 году Туличево числилось уже в Кокинском сельсовете, в составе которого находилось до его упразднения в 2010 году. С 2010 года входит в состав Лопандинского сельского поселения.

## Население
| 1979 | 2002 | 2010 | 2013 |
| ---- | ---- | ---- | ---- |
| 150  | ↘39  | ↘31  | ↘27  |

Национальный состав
Согласно результатам переписи 2002 года, в национальной структуре населения русские составляли 97 % из 39 чел.

## Родившиеся в Туличево
- Чугунов, Сергей Александрович (1923—2012) — председатель колхоза «Заря коммунизма» Гусевского района Калининградской области. Герой Социалистического Труда
- Якин, Виктор Васильевич (1928—2004) — советский хозяйственный, государственный и политический деятель, Герой Социалистического Труда